# چراغا روشن
«چراغا روشن» تک‌آهنگی از هنرمند اهل بریتانیا هری استایلز است. این تک‌آهنگ بعد از دو سال غیبت در ۱۱ اکتبر ۲۰۱۹ در روز ملی آشکارسازی و توسط کلمبیا رکوردز منتشر شد.